# وی۹۲۳ عقاب

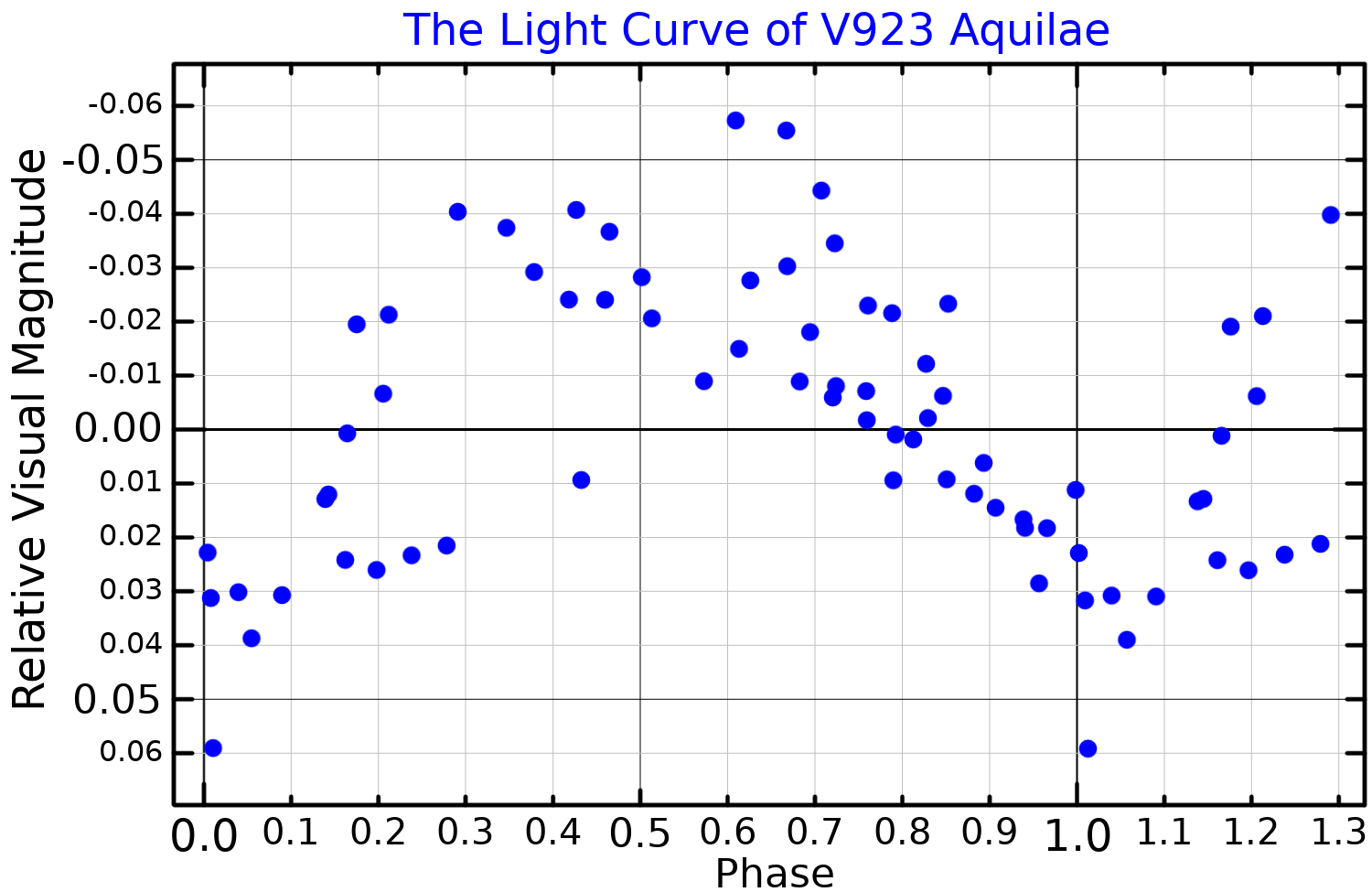
وی۹۲۳ عقاب

وی۹۲۳ عقاب یک ستاره است که در صورت فلکی عقاب قرار دارد.